# Madness (Album)
Madness ist das vierte Studioalbum der US-amerikanischen Rockband Sleeping with Sirens. Es erschien am 13. März 2015 weltweit. Das Album ist das erste Werk der Band, das nicht bei Rise, sondern über Epitaph Records veröffentlicht wurde.
Es ist zudem das erste Album mit Nick Martin als Gitarristen, der Jesse Lawson nach dessen Ausstieg zunächst als Session-Musiker begleitete und später fest in die Band integriert wurde. Die Standardversion des Albums umfasst dreizehn Stücke, während die Deluxe-Version zwei zusätzliche Titel aufweist.
Das Album wurde von John Feldmann im Sommer des Jahres 2014 aufgenommen und erreichte wie sein Vorgänger Feel, das knapp zwei Jahre zuvor veröffentlicht worden war, internationale Chartnotierungen. Es wurde in der Kategorie für das Album des Jahres bei den Alternative Press Music Awards nominiert.

## Hintergrundgeschichte
Bereits Anfang des Jahres bezog die Gruppe mit Produzent Nick Raskulinecz das Studio in Nashville, Tennessee und nahm dort insgesamt dreizehn Stücke für ihr neues Album auf. Sie wurden allerdings später verworfen. Dennoch wurden zwei Lieder später als Bonusmaterial für die Deluxe-Version des Albums ausgewählt.
Am 29. Mai 2014 berichtete das US-amerikanische Musikmagazin Alternative Press, dass die Musiker das Studio bezogen hätten, um an ihrem vierten Album zu arbeiten. Dabei berief sich der Redakteur Tyler Sharp auf eine Meldung des Sängers Kellin Quinn auf Twitter. Im August wurde bekannt, dass die Gruppe ihren Plattenvertrag mit Rise Records nicht verlängert habe, um stattdessen als Independent-Band arbeiten zu wollen. Allerdings gab die Band am 10. November gleichen Jahres bekannt, bei Epitaph Records untergekommen zu sein. Ursprünglich war geplant, das Album auf eigene Faust zu veröffentlichen. Die Zusammenarbeit mit Epitaph Records kam zustande, weil die Musiker das Gefühl hatten, dass das Album zu gut sei, um ohne ein Plattenlabel im Rücken herausgegeben zu werden.

### Veröffentlichungen
Am 10. November 2014, als die Gruppe bekanntgab, einen Plattenvertrag bei Epitaph Records unterschrieben zu haben, wurde mit dem Lied Kick Me die Hauptsingle des Albums herausgegeben. Am 22. Januar 2015 folgte Go, Go, Go, die zweite Auskopplung mitsamt Musikvideo zusammen mit der offiziellen Ankündigung des Albums, das den Titel Madness trägt und am 13. März 2015 weltweit veröffentlicht werden sollte.
Nach der Veröffentlichung des Albums erschienen mit The Strays am 9. Mai und Better Off Dead exakt vier Monate später zwei weitere Singles, sodass insgesamt vier Singleauskopplungen herausgebracht wurden. Das Album selbst erschien am 13. März 2015.

## Titelliste
| #   | Titel              | Komponist(en)                                 | Länge | Anmerkungen                       |
| --- | ------------------ | --------------------------------------------- | ----- | --------------------------------- |
| 1.  | Kick Me            | Kellin Quinn, John Feldmann, Nicholas Furlong | 2:31  | 1. Single                         |
| 2.  | Go, Go, Go         | Quinn, Feldmann, Simon Wilcox, Jack Fowler    | 2:47  | 2. Single                         |
| 3.  | Gold               | Quinn, Feldmann, Emily Warren                 | 3:32  |                                   |
| 4.  | Save Me a Spark    | Quinn, Feldmann, Wilcox, Joel Madden          | 3:39  |                                   |
| 5.  | Fly                | Quinn, Feldmann                               | 3:35  |                                   |
| 6.  | The Strays         | Quinn, Feldmann, Wilcox                       | 2:58  | 3. Single                         |
| 7.  | Left Alone         | Quinn, Feldmann, Jacob Hindlin                | 3:20  |                                   |
| 8.  | Better Off Dead    | Quinn, Feldmann, Furlong                      | 3:08  | 4. Single                         |
| 9.  | We Like It Loud    | Quinn, Feldmann                               | 2:17  |                                   |
| 10. | Heroine            | Quinn, Feldmann, Warren                       | 3:35  |                                   |
| 11. | November           | Quinn, Feldmann, Furlong                      | 3:29  |                                   |
| 12. | Madness            | Quinn, Feldmann, Wilcox                       | 2:42  |                                   |
| 13. | Don’t Say Anything | Quinn, Feldmann, Wilcox                       | 3:16  |                                   |
| 14. | Parasites          |                                               | 2:55  | Bonustitel auf der Deluxe-Edition |
| 15. | 2 Chord            |                                               | 4:49  | Bonustitel auf der Deluxe-Edition |

## Promotion
Um das Album bewerben zu können, gab die Gruppe auf ihrem Twitter-Profil in der Nacht zum 10. März 2015 bekannt, eine Woche lang täglich ein Lied aus dem Album vorab veröffentlichen zu wollen.
Am 4. November 2015 startete die Band mit Pierce the Veil auf eine Co-Headliner-Welttournee, die nach 70 gespielten Konzerten mit Stationen in den Vereinigten Staaten und mehreren Staaten Europas, darunter Deutschland, dem Vereinigten Königreich, Belgien, den Niederlanden und Schweden, wobei die komplette Europatour ausverkauft war. Am 10. April 2015, einen Tag vor dem Ende der Welttournee mit Pierce the Veil, kündigten die Musiker mit der We Like It Quiet Tour eine kurze Akustiktournee mit dreizehn Konzerten im Juni 2015 an. Dabei wurden die Konzerte am 22. und 23. Juni 2015 in Orlando, Florida, dieser Tournee aufgezeichnet und am 8. April 2016 unter dem Namen Live and Unplugged als Live-Album veröffentlicht. Zwischen dem 11. und 23. August 2015 spielte die Band erstmals Konzerte in Südamerika mit Stationen in Argentinien, Brasilien, Chile und Mexiko; etwa einen Monat später bespielte die Band Australien.
Im Oktober und November 2015 spielte die Gruppe mit One Ok Rock im Vorprogramm für All Time Low auf deren Future Hearts Tour, ehe sie im Februar des Jahres 2016 erneut in Europa zu sehen war. Allerdings musste die Gruppe bei den Konzerten der Europatour auf die Dienste ihres Bassisten Justin Hills verzichten. Er hatte wegen gravierender familiärer Probleme abgesagt. Den Sommer des Jahres 2016 verbrachte die Band auf der kompletten Warped Tour. Im August 2016 spielt die Band erstmals auf dem Pukkelpop und den Lowlands. Außerdem spielt die Gruppe auf den Reading and Leeds Festivals, wo sie bereits das zweite Mal auftritt, und zwar erstmals auf der Hauptbühne.
Wenige Tage nach dem Ende der Warped Tour wurde für den Zeitraum von November bis Dezember eine Tournee durch die Vereinigten Staaten angekündigt, bei der State Champs und Tonight Alive im Vorprogramm zu sehen sind.

## Chartplatzierungen

### Kommerziell
Madness stieg, wie bereits sein Vorgänger aus dem Jahr 2013, in den US-amerikanischen, britischen und australischen Albumcharts ein. Zudem stieg das Album erstmals in den Niederlanden, Belgien (Flandern) und in Kanada ein. Es konnte sich länger in den britischen und australischen Charts halten, allerdings lediglich fünf Wochen in den US-amerikanischen Charts. Laut einem Bericht im Rahmen der Kolumne Metal by Numbers auf der Internetseite Metalinsider.net verkaufte sich das Album bis August 2015 ca. 80.000 mal allein in den Vereinigten Staaten. Bei den dritten Alternative Press Music Awards wurde Madness in der Kategorie Album des Jahres nominiert.
Die Hauptsingle Kick Me, welche bereits am 10. November 2014 veröffentlicht wurde, erreichte Chartnotierungen in den US-amerikanischen genrebezogenen Rock Digital Songs Charts, den Hot Rock Songs Charts und den Billboard Twitter Top Tracks Charts. Es erhielt eine Auszeichnung in der Kategorie Lied des Jahres bei den zweiten Alternative Press Music Awards.

### Auszeichnungen und Nominierungen
- Alternative Press Music Awards
  - 2015: Lied des Jahres für Kick Me (gewonnen)
  - 2016: Album des Jahres für Madness (nominiert)
- Rock Sound Album des Jahres 2015
  - Platz 25

## Kritiken

### Englischsprachige Kritiken
Basierend auf sechs englischsprachigen Kritiken erhielt Madness eine Wertung von 74 Prozent bei Metacritic. Jason Pettigrew vom US-amerikanischen Alternative Press schrieb, dass die Gruppe versuche, verschiedenste Musikrichtungen, darunter Popmusik, Post-Hardcore und Akustikmusik, miteinander zu vermischen. Dies hatte die Band, laut Pettigrew, bereits auf Feel versucht. Allerdings, so der Kritiker, gelang der Band dieser musikalische Spagat wesentlich besser als auf dem Vorgänger-Album, was er unter anderem an der Produktion von John Feldmann ausmacht. Das Lied Fly beschreibt er als den besten Song, den Paramore vergessen habe für ihr letztes Album zu schreiben. Auch das britische Kerrang! vergab dem Album eine gute Wertung. James Christopher Monger von Allmusic verfasste eine gute Kritik. So spiele die Gruppe eine vom Punk beeinflusste Variante der modernen Rockmusik. Den Gesang von Kellin Quinn, den er positiv hervorhebt, vergleicht er mit Jeremy Enigk von Sunny Day Real Estate. Die Musiker wüchsen, laut Monger, sowohl musikalisch als auch emotional über sich hinaus, haben mit Madness ihr bis dato stärkstes Album herausgebracht, auch wenn sich dieses musikalisch viel mehr an der Popmusik orientiere und sich am Ende des Hardcore bewege.
Weniger euphorisch wurde das Album in den New York Times besprochen. John Caramanica schrieb, dass Madness zwar ein starkes Album geworden sei, allerdings seien Überraschungsmomente wie das Lied We Like It Loud, welches aggressive Momente mit Honig serviere, sehr selten. Das Album wird mit den jüngsten Werken von Paramore verglichen. Die Liedtexte haben zwar eine tiefgründigere Bedeutung, allerdings passen diese zeitweise nicht zu der Energie des Gitarrenspiels, vor allem zu dem von Jack Fowler. Trotzdem beschreibt er die Texte phasenweise als uninspiriert, wobei er die Stücke Better Off Dead und The Strays, die das Thema um Depression und Suizid bzw. das Aufwachsen und das Gefühl zu haben ungeliebt zu sein, aufgreifen, als Positivbeispiele hervorhebt. Noch schlechter kam das Album im kanadischen Exclaim! weg. Branan Ranjanathan schrieb, dass die Lieder Kick Me und Better Off Dead ihre musikalischen Wurzeln, welche im Post-Hardcore liegen, aufzeigen und energetische Riffs sowie eine große gesangliche Varietät besitzen. Allerdings falle die Klangstruktur auseinander, wenn die Band versuche in andere musikalische Gefilde aufzubrechen. Die Musik sei auf den Gesang von Quinn ausgerichtet, welcher er im Gegensatz zu den übrigen Kritikern als unhörbar beschreibt. Madness zeige zwar auf, dass die Gruppe es schaffen könne verschiedene Liedstrukturen zu kreieren, allerdings habe die Gruppe das Momentum auf ganzer Linie vermasselt.

### Deutschsprachige Kritiken
Sebastian Berning von Powermetal.de schrieb im Grunde genommen eine neutrale Kritik. Er vergleicht das Album mit dem Werk In Love and Death von The Used. Mit dem Opener Kick Me gelinge der Band bereits das Highlight des Albums. Trotzdem hebt er weitere Stücke wie Go, Go, Go, Better Off Dead und We Like It Loud hervor, die seiner Meinung nach gelungen sind. We Like It Loud vergleicht er gar mit The Useds Take It Away, während er das Lied The Strays als Quoten-Balladen-Pop bezeichnet, welches es auch auf ein One-Direction- oder Taylor-Swift-Album hätte schaffen können. Berning findet es im Resümee schade, dass sich die Band mehr der Popmusik zugewandt habe, zumal das Album Stellen zum Abrocken besitze. Er bestätigte seine eingangs bekundete Meinung und beschrieb das Album als das In Love and Death der neuen Generation. Stephan Wahle vom Ox-Fanzine schreibt, dass Pierce the Veil zeitweise eine ähnliche musikalische Ausrichtung eingeschlagen haben, aber dennoch über weite Strecken innovativer und spannender klingen als Sleeping with Sirens. Trotzdem wird, so Wahle, die Tatsache, dass Sleeping with Sirens inzwischen von interessanteren Genrekollegen überholt worden sein könnte, vielen Leuten egal sein. Er prognostiziert, dass Madness wohl funktionieren werde, allerdings wagte er es nicht, einen möglichen Erfolg in Europa zu prophezeien.
Frank Engelhardt vom FUZE Magazine schreibt, dass die Gruppe auf Madness die großen Geschütze ausfahre. Vor allem Produzent John Feldmann, welcher in der Vergangenheit mit 5 Seconds of Summer und Stick to Your Guns zusammengearbeitet hatte, wird lobend hervorgehoben. So helfe er der Band dabei, ihre Seele zu behalten und dennoch so Mainstream wie möglich zu klingen. Er prognostiziert dem Album einen kommerziellen Erfolg und vertritt die Meinung, dass die Bühnen hierzulande in näherer Zukunft zu klein für diese Band sein werden.